# Raisa Enachi
Raisa Enachi (n. 10 martie 1982, Băcești, Vaslui, România) este un deputat român, ales în 2020 din partea AUR. 